# Potamyia czekanovskii
Potamyia czekanovskii là một loài Trichoptera trong họ Hydropsychidae. Chúng phân bố ở miền Cổ bắc.